# Isorropus nigrodorsalis
Isorropus nigrodorsalis är en fjärilsart som beskrevs av Le Cerf 1921. Isorropus nigrodorsalis ingår i släktet Isorropus och familjen björnspinnare. Inga underarter finns listade i Catalogue of Life.